# Incident Don Pacifico
L’Incident Don Pacifico est le nom donné à un incident diplomatique survenu en Grèce entre le gouvernement grec du roi Othon Ier, le Royaume-Uni et le Portugal en 1850.

## Présentation

### Don Pacifico
David « Don » Pacifico (1784-1854) est un Juif né dans la colonie britannique de Gibraltar, donc ainsi sujet britannique, d'origine séfarade,. Son grand-père, du même nom, était né en Italie et s'était finalement installé à Gibraltar alors que sa famille avait été précédemment expulsée d'Espagne avec le reste de la communauté juive en 1492. Ses ancêtres avaient atteint l'Italie, en particulier la Toscane, d'abord Livourne, puis Florence. Pacifico grandit au Portugal à cause du travail de son père parle donc couramment le portugais. Cela conduit au mythe de l'origine portugaise des Pacifico, qui sont en fait d'origine espagnole.
Libéral vivant au Portugal pendant la guerre civile de 1828-1834, il est persécuté par les miguelistes. En 1835, après la victoire des libéraux, il est récompensé par un consulat au Maroc et l'octroi de la nationalité portugaise. Il est consul-général à Athènes de 1837 à 1842, période durant laquelle il s'engage également dans le commerce et devient un personnage important dans la communauté juive locale.
Après avoir été démis de ses fonctions en 1842 pour avoir outrepassé à plusieurs reprises son autorité en 1842, Pacifico reste en Grèce,.
Malgré sa notoriété internationale, Pacifico reste impopulaire auprès des Juifs de Londres. Il meurt dans cette ville le 12 avril 1854 et est enterré deux jours plus tard au cimetière des Juifs espagnols et portugais de Mile End Road. Dans une nécrologie publiée le 21 avril, The Jewish Chronicle le désigne comme un « individu qui […] a fait tant de bruit dans le monde politique ».

### L'affaire
Ainsi, le commerçant et ancien diplomate du Portugal à Athènes sous le règne du roi Othon Ier de Grèce, don Pacifico, est violenté avec sa famille, et leur maison est saccagée et pillée par une foule en colère en avril 1847 lors des célébrations des Pâques orthodoxes grecques aux relents antisémites, le bûcher de Judas sans que la police locale n'intervienne. Pourtant, le gouvernement avait spécifiquement interdit cette traditionnelle pratique antijudaïque à l'occasion de la fête pascale orthodoxe cette année-là afin de ne pas offenser le financier juif français James Mayer de Rothschild, en visite en Grèce pour un éventuel prêt,.

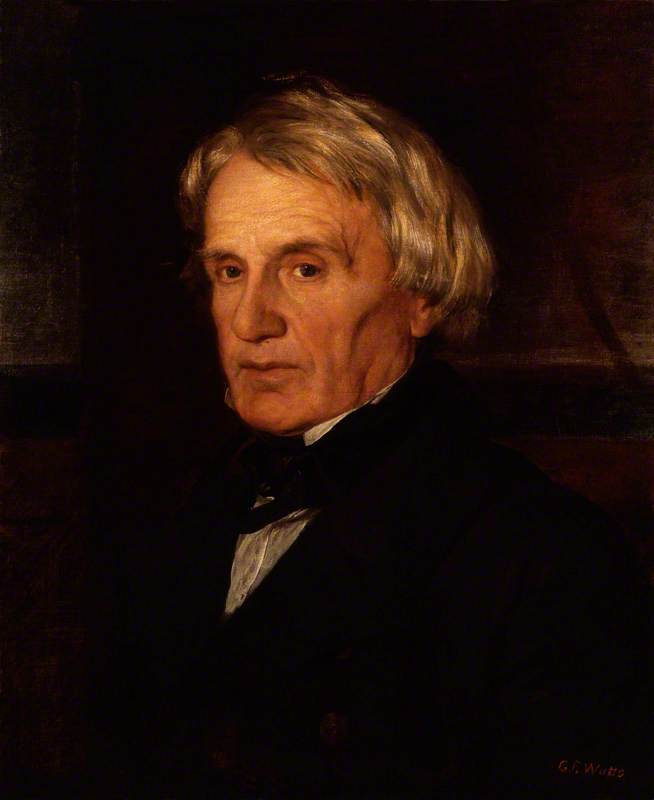
Edmund Lyons, 1er baron Lyons, par Watts (av. 1904).

Trois jours après l'incident, Pacifico lui-même écrivit à Sir Edmund Lyons, ministre plénipotentiaire britannique en Grèce : 
« C'est avec beaucoup de chagrin que je me sens obligé de communiquer à Votre Excellence un événement épouvantable qui m'est arrivé, et en tant que sujet anglais de demander votre protection. Dimanche dernier, jour de Pâques, vers 12 heures, une foule de gens, parmi lesquels se trouvaient des soldats de la gendarmerie, sortant de l'église, se présentèrent à la porte de ma maison, qu'ils ne tardèrent pas à défoncer à coups de gros morceaux de pierre. Ces brigands, au nombre d'environ 300 ou 400, sont entrés chez moi, et jurant terriblement, ont commencé à battre ma femme, mes enfants innocents et mon gendre. Après avoir brisé les fenêtres, les portes, les tables, les chaises et tout autre meuble, ils m'ont volé mes bijoux, forçant les placards dans lesquels se trouvaient des vases, des chandeliers, des ornements d'or et d'argent, des diamants et enfin une boîte contenant de l'argent, d'un montant de 9 800 drachmes, dont 2 300 étaient ma propriété privée, et 7 500 qui m'avaient été déposés par la communauté juive d'Italie pour l'érection projetée d'un temple et pour les pauvres de ce royaume. Ces barbares ne m'ont même pas laissé les archives consulaires portugaises, qu'ils ont déchirées. Ces papiers étant ma garantie de cette nation pour la somme de 21 295 livres sterling. »

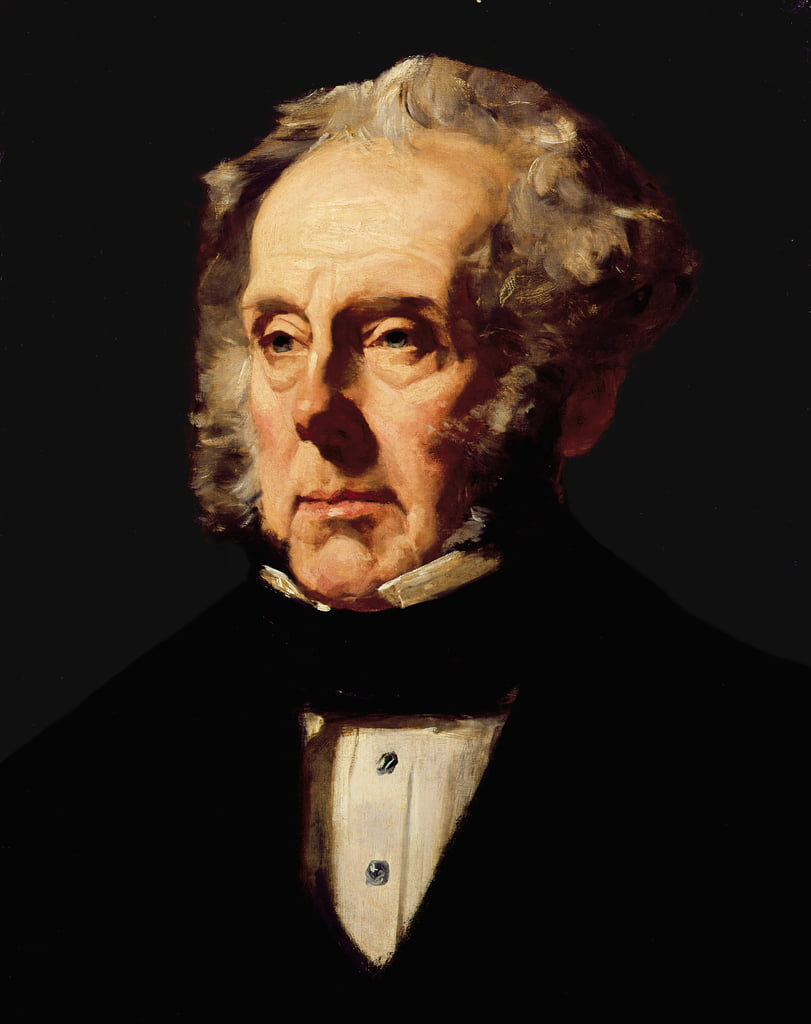
Lord Palmerston (1855).

À la suite de cet événement, Pacifico demande une indemnisation au gouvernement grec mais, les autorités ne réagissant pas, il se tourne vers le gouvernement britannique en 1848. L'incident fait alors longuement débat au Parlement britannique. Le ministre des Affaires étrangères Lord Palmerston, bien que philhellène et partisan de la guerre d'indépendance grecque (1821-1832), soutient alors les revendications de don Pacifico. Par conséquent, la Royal Navy entame, en 1850, un blocus des ports grecs et principalement du Pirée. Le blocus dure deux mois et crée des tensions diplomatiques avec les deux autres « puissances protectrices » de la Grèce : la France et la Russie.
L'ambassadeur de France à Londres, Édouard Drouyn de Lhuys, est rappelé, mais grâce à lui, la crise est finalement réglée : son intervention fait en sorte que la Grèce cède et se résout à indemniser Don Pacifico.
Au Royaume-Uni et dans le reste de l'Europe, Lord Palmerston est très critiqué pour son attitude. Il explique alors son action durant un discours à la Chambre des communes et s'élève contre le préjugé antisémite selon lequel « parce qu'un homme est de confession juive, il est la proie de tout outrage ». Depuis le 25 juin 1850, la conclusion est restée célèbre :
« As the Roman, in days of old, held himself free from indignity, when he could say, Civis Romanus sum [I am a Roman citizen], so also a British subject, in whatever land he may be, shall feel confident that the watchful eye and the strong arm of England will protect him from injustice and wrong. »
— Lord Palmerston

« Le Romain, dans l'Antiquité, était assuré d'échapper à toute atteinte, parce qu'il pouvait dire : Civis Romanus sum [Je suis citoyen romain]. Comme lui, le sujet britannique, sur quelque terre qu'il se trouve, doit se sentir assuré que l'œil vigilant et le bras armé de l'Angleterre le protégeront de toute injustice et de tout tort. »
C'est alors l'affirmation de la domination britannique sur le monde. L'Empire britannique se voit alors comme le successeur de l'Empire romain et impose la Pax Britannica comme Rome avait imposé la Pax Romana.
Après enquête, Don Pacifico reçoit finalement un total de 120 000 drachmes et 500 £ en règlement de cette affaire et d'une autre également, trouvée dans les archives de 1839 des Cortes à Lisbonne,. 
Cette affaire participe à l’élaboration de la protection diplomatique des individus en droit international.

## Dans la culture populaire
L'incident Don Pacifico est relaté dans le septième épisode (« Inconvenances publiques ») de la saison 3 de la série télévisée britannique Victoria (2019).